# Scotopteryx luridaria
Scotopteryx luridaria là một loài bướm đêm trong họ Geometridae.